# Ребрик звичайний
Ребрик звичайний, гармала звичайна (Peganum harmala) — вид рослин родини золотухові (Nitrariaceae), поширений у пд. Європі, пн. Африці, західній та центральній Азії.

## Опис
Трав'яниста багаторічна рослина 20–70 см заввишки. Рослина висхідна, сильно розгалужена від основи, гола. Коріння до 2 см в діам. Листя чергуються; пластини яйцеподібні, поділені на 3–5 від лінійних до ланцетно-лінійних часток; частки 1–3.5 х 1.5–3 мм. Квіти напроти листя на верхівкових частинах гілок. Чашолистків 5, розділені на лінійні частки, 1.5–2 см, іноді тільки розділені на верхівці. Пелюстків 5, жовтувато-білі, зворотнояйцеподібно-довгасті, 15–20 × 6–9 мм. Тичинок 15. Коробочка куляста, зверху злегка сплюснута, чітко 3-стулкова, 6–10 мм в діаметрі. Насіння темно-коричневого кольору, злегка вигнуте, 3-х кутні.

## Поширення
Європа: Молдова, Україна, пд.-зх. Росія, Болгарія, Греція, Італія, Румунія, Сербія, Іспанія; Африка: Алжир, Єгипет, Лівія, Марокко, Туніс, Мавританія; Азія: Китай, Монголія, Пакистан, Афганістан, Казахстан, Киргизстан, Росія, Таджикистан, Туркменістан, Узбекистан, Вірменія, Азербайджан, Грузія, Кіпр, Іран, Ірак, Ізраїль, Йорданія, Ліван, Сирія, Туреччина, Кувейт, Саудівська Аравія. Зростає в основному в пустелях, напівпустелях і степах.
В Україні зростає в пустельних степах на вигонах, по засмічених місцях — у Степу (півд. р-ни) і Криму (у степовій, передгірській частинах і на ПБК) звичайний; місцями утворює зарості. Лікарська, фарбувальна, інсектицидна. Входить у список регіонально рідкісних рослин Запорізької області.

## Використання
Через алкалоїд, що міститься у всій рослині, екстракти з неї є найстарішими фітохімічними речовинами, які використовуються як галюциногени та лікарські засоби.

## Галерея

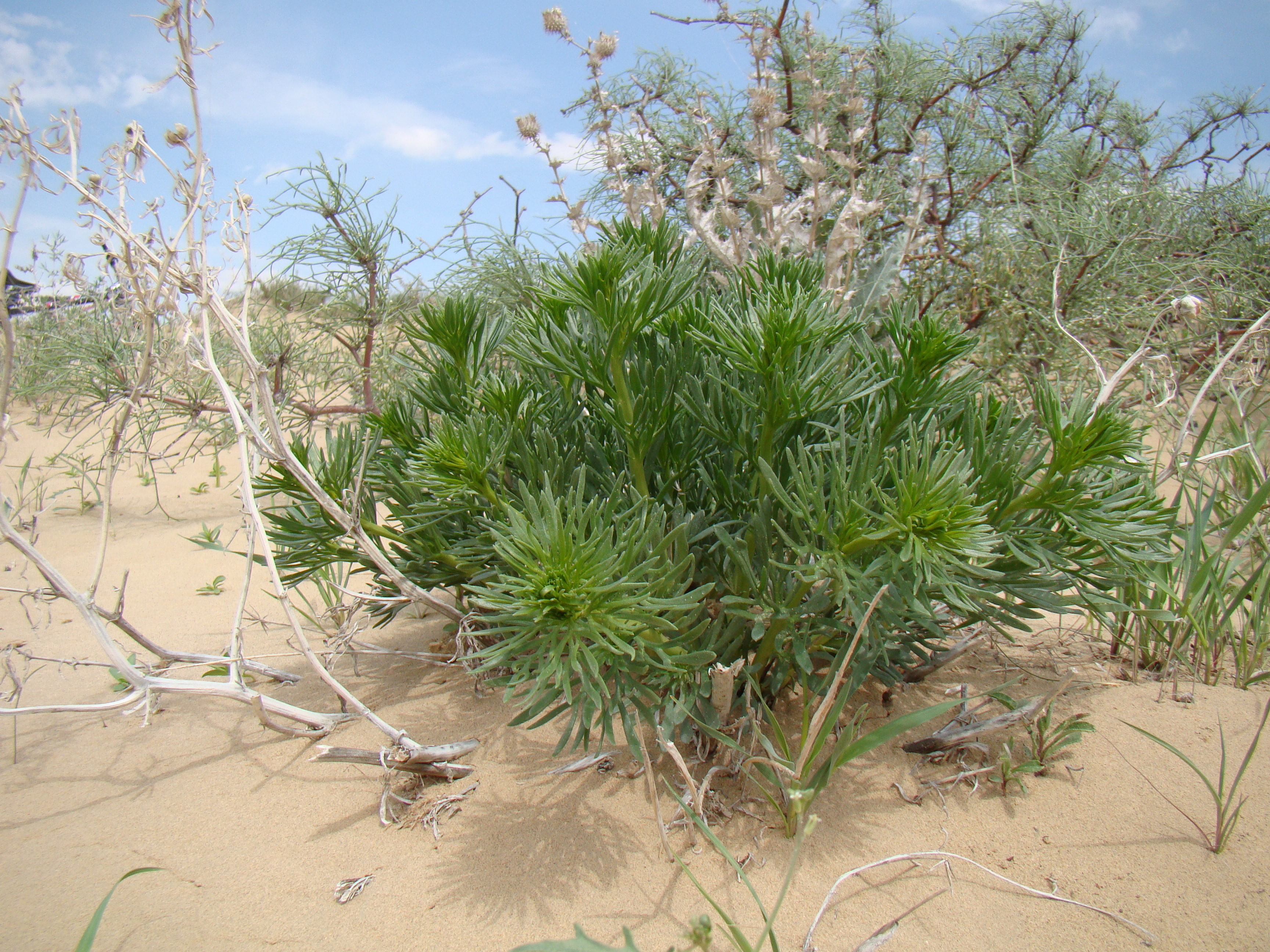
загальний вигляд
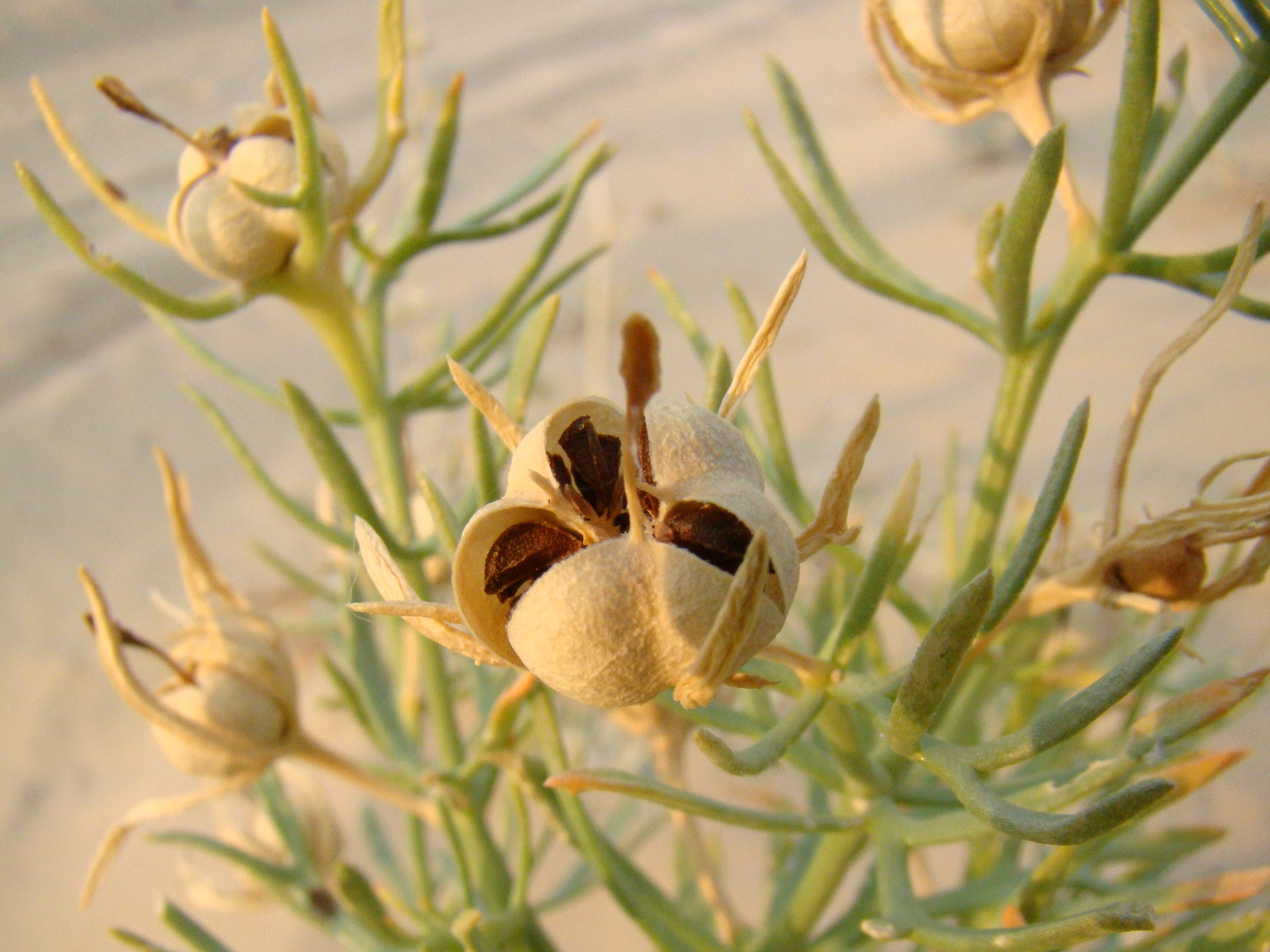
плід
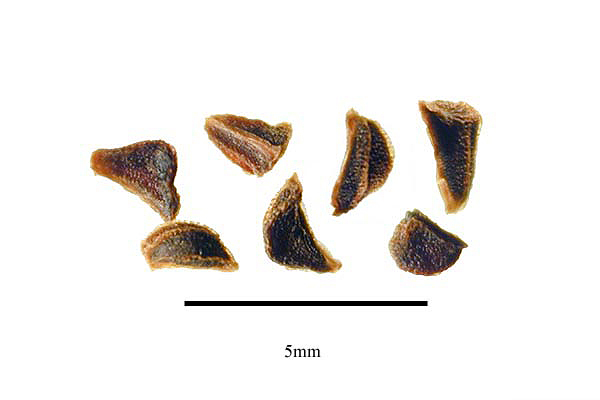
насіння